# آشپزی ژاپنی

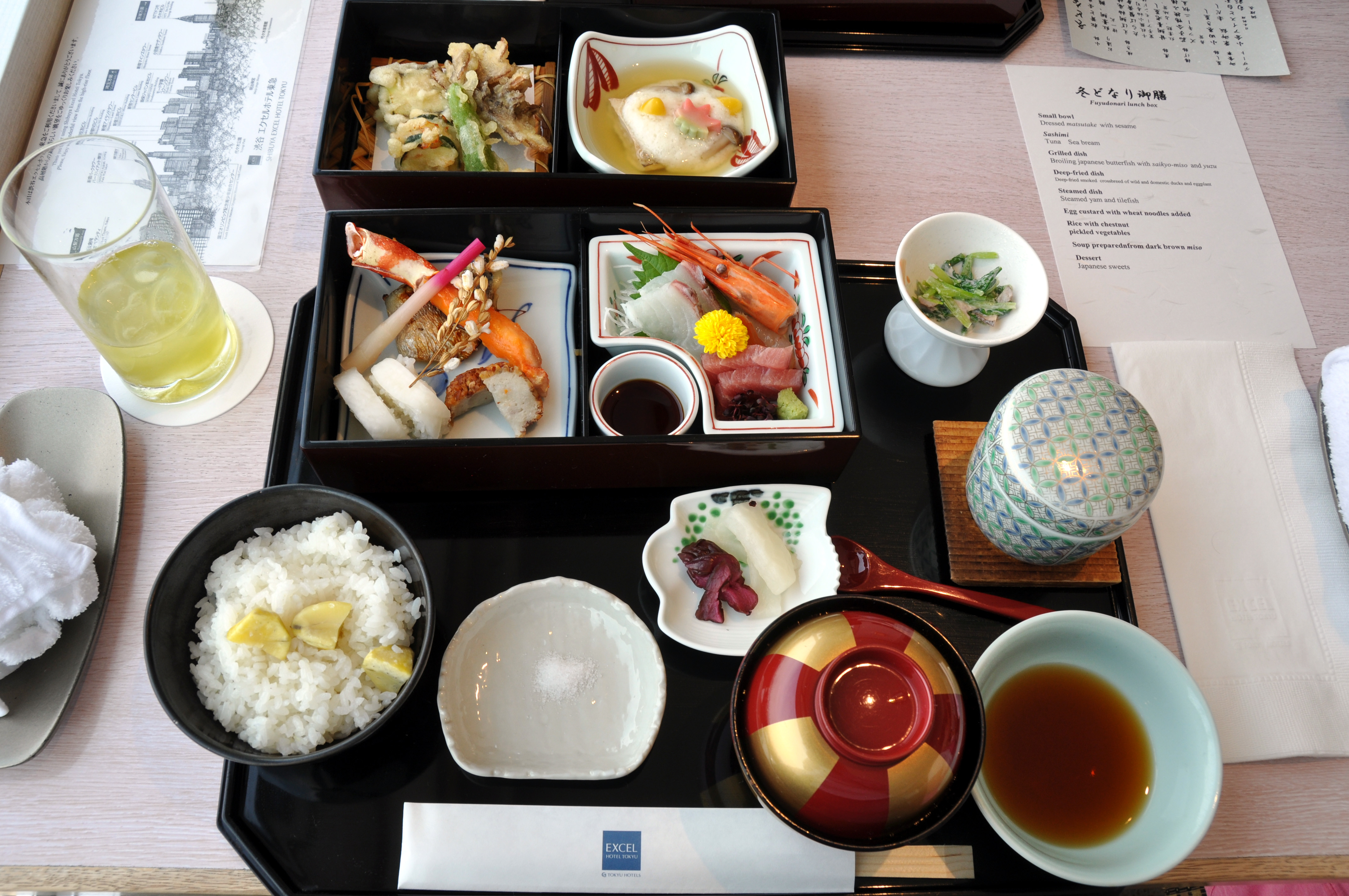
تمپورا، ساشیمی، سوپ میسو، برنج، کاشی‌ماهی، حلواماهی ژاپنی، خرچنگ، یام بخارپز شده و ترشی‌ها.

آشپزی ژاپنی (به ژاپنی: 日本料理 nihon ryōri  یا 和食 washoku) به غذاهایی که مواد مورد استفاده در آن، از حوزهٔ کشور ژاپن تهیه شده و در اصل در این کشور ایجاد و رواج پیدا کرده‌است، گفته می‌شود. سوشی، اُودُون و تِمپورا شناخته‌شده‌ترین غذاهای ژاپنی در خارج از این کشور هستند. برخی از غذاها مانند اُم‌رایس یا هایاشی‌رایس که به سبک غذاهای غربی هستند اما طرز تهیهٔ آن توسط ژاپنی‌ها به وجود آمده‌است، باوجود معمول و محبوب بودن در بین مردم ژاپن، جزو غذاهای ژاپنی به‌شمار نمی‌آیند. همچنین غذاهایی که از مدت‌ها پیش توسط ژاپنی‌ها خورده می‌شوند اما تنها به کشور ژاپن اختصاص ندارند، نیز جزو آشپزی ژاپنی نیستند.
به‌طورکلی در غذاهای ژاپنی میزان چربی کم و میزان نمک زیاد است. برای چاشنی غذا بیشتر از نمک و شُویو (سس سویا) استفاده می‍شود همچنین میسُو، فراورده‌های تُوفو، ساکِه، سرکهٔ برنج نیز از چاشنی‌های غذاهای ژاپنی هستند. به عنوان موادغذایی برنج، سبزیجات، تُوفو و همچنین موادغذایی به دست آمده از دریا، مانند جلبک دریایی بکار برده می‌شود.
در رژیم غذایی سنتی ژاپنی‌ها گوشت قرمز نقشی نداشت ولی در قرن اخیر تهیه غذاهای جدید که در آن‌ها از گوشت مرغ ، خوک و گاو استفاده می‌شود رواج یافته‌است. در بین مواد گوشتی نیز، از گوشت مرغ بسیار استفاده می‌شود. رشته‌های تهیه شده از آرد گندم سیاه و گندم که به ترتیب سوبا و اُودُون نامیده می‌شوند، غذاهای محبوبی هستند که به جای برنج خورده می‌شوند. در تابستان گرم، صرف رشتهٔ خنک خوشایند است. چای سبز یا اٌوچا محبوب‌ترین نوشیدنی ژاپنی است. این نوشیدنی داغ و بدون افزودن قند یا شکر نوشیده می‌شود. از نوشابه‌های مورد علاقه ژاپنی‌ها می‌توان از چای سیاه یا کٌوچا، شراب برنج یا ساکه و لیکور برنج یا سایر غلات با مالت یا از لیکور میوه‌هایی مثل آلو نام برد.

## تاریخچه

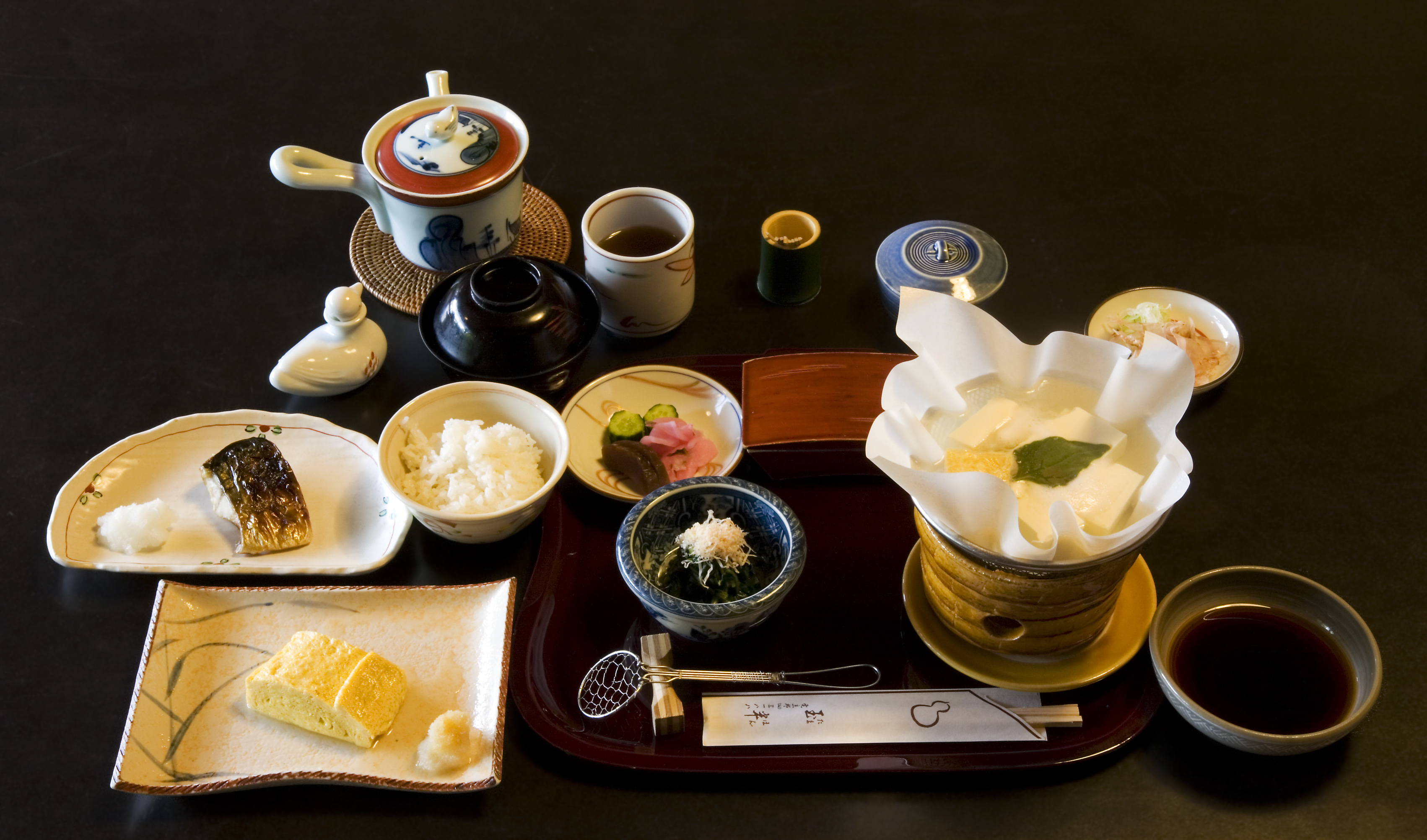
سبک غذای کایسکی

رواج کشت اصولی برنج از دورهٔ یایویی (۵۰۰ پ. م تا ۳۰۰ میلادی) در ژاپن آغاز شده‌است. روش‌های پخت مانند آب‌پز کردن، کبابی کردن، بخارپز کردن از دوران‌های کهن در ژاپن متداول بوده‌است اما به نظر می‌رسد که روش روغن‌پز کردن موادغذایی، در دورهٔ آسوکا (۵۳۸ تا سال ۷۱۰ میلادی)، از چین و کره وارد ژاپن شده باشد. در دورهٔ نارا (۷۱۰ تا ۷۹۴ میلادی) تأثیر فرهنگ چین بر روی غذا و فرهنگ غذایی ژاپن آشکار است. در این دوره بسیاری از غذاهای چینی وارد فرهنگ غذایی ژاپن شدند و پس از منطبق شدن با موادغذایی ژاپنی و ذائقه مردم ژاپن، به‌صورت غذاهای ژاپنی درآمدند.
در دورهٔ هی‌آن (۷۹۴ تا ۱۱۸۵ میلادی) نیز با اینکه هنوز تأثیر فرهنگ چین ادامه داشت اما در آشپزی ژاپنی پیشرفت آشکاری دیده می‌شود. کاراآگه (مرغ و مواد فرای) و شیرینی در این دوره به وجود آمدند.
در دورهٔ کاماکورا (۱۱۸۵ تا ۱۳۳۳ میلادی) با گسترش آئین ذن، مراسم چای ژاپنی و آشپزی بودایی نیز رواج پیدا کردند. همچنین تأثیر آئین ذٍن و تمایل به خوردن غذاهای سبک، آغازگر ایجاد کایسکی یا غذاهای سبک همراه با مراسم چای بود.
در دورهٔ موروماچی (۱۳۳۶ تا ۱۵۷۳ میلادی)، غذاهای قصری در بین سامورایی‌ها رواج پیدا کرد و آداب غذا خوردن پیشرفت زیادی کرد.

### دوره ادو
در دورهٔ ادو (۱۶۰۳ تا ۱۸۶۸ میلادی) فرهنگ شهرنشینی پیشرفت داشت و فروش تمپورا و موگی‌چا (چای جو) توسط یاتای (فروش سیار) عامل تبدیل شدن آن‌ها به غذاهای خانگی شد. در این دوره غذاخوری‌های مخصوص اونیگیری، سوشی و سوبا در شهرها افتتاح شدند.

### دوره میجی
در دورهٔ میجی (۱۸۶۸ تا ۱۹۱۲ میلادی) غذاهای انگلیسی و فرانسوی به ژاپن وارد شدند و به سبک ژاپنی درآمدند. برای مثال ام‌رایس در همین دوره با تقلید از کشورهای غربی در ژاپن به وجود آمد و اکنون در بسیاری از کشورها خوردن ام‌رایس رواج پیدا کرده‌است.

## آداب صرف غذا

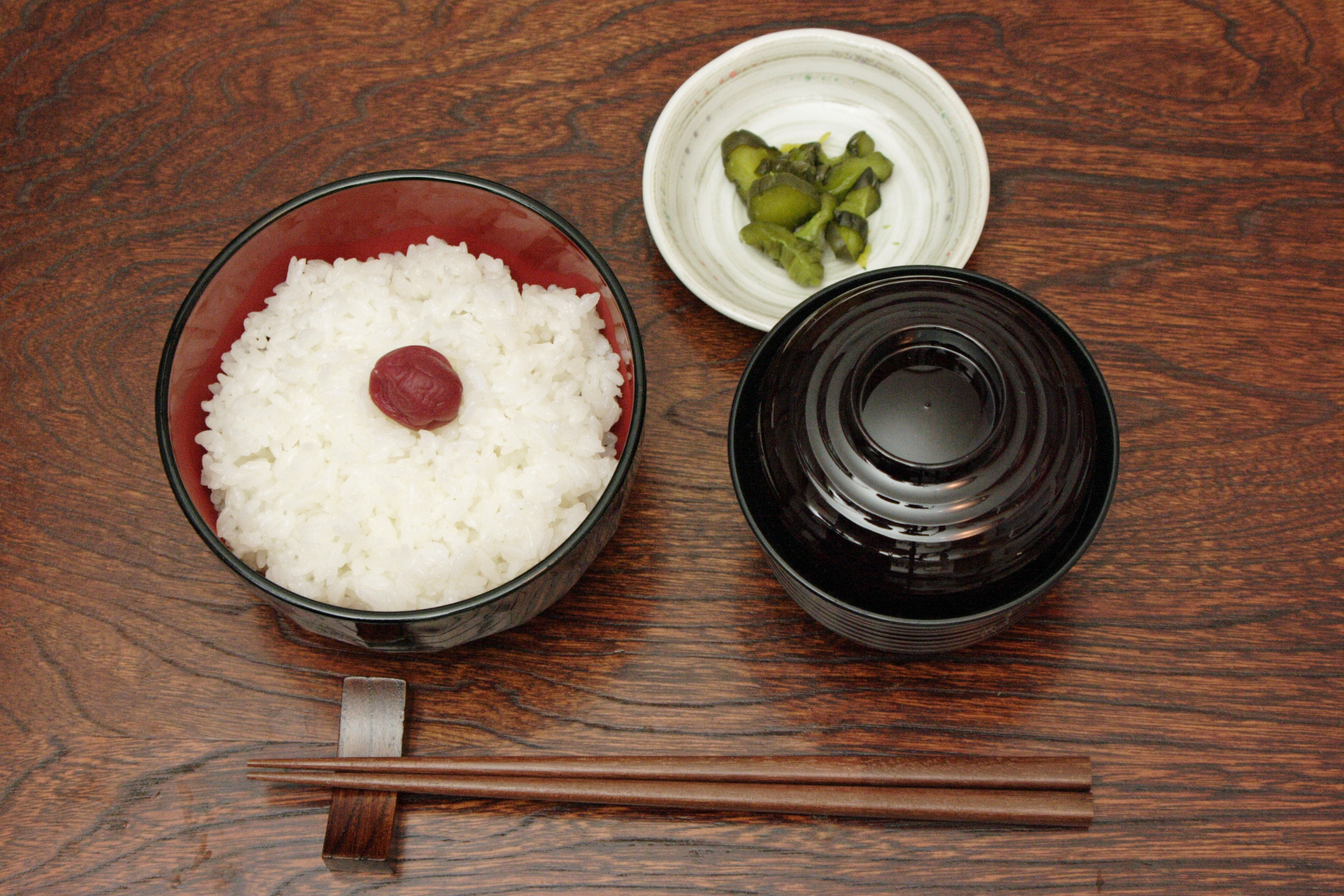
طرز چیدن ظروف غذا، ردیف نخست چوب‌های غذاخوری، ردیف دوم، برنج در سمت چپ میسوشیرو در سمت راست، ردیف سوم اوکازو یا موادغذایی مکمل قرار می‌گیرد.

قبل از صرف غذا افرادی که بر سر میز نشسته‌اند عبارت "ایتا داکی ماسو" را بیان می‌کنند و غذا را با گفتن "گوچیس و ساما دیتا" به پایان می‌برند. هر دو عبارت برای بیان تشکر و قدردانی از غذا بیان می‌شود. هر پرس غذا در ظروف پذیرایی جداگانه در مقابل هر فرد قرار می‌گیرد و در طرحی مشخص چیده می‌شود. غذا همچنین می‌تواند بر روی بشقاب‌های بزرگ‌تر برای شریک شدن افرادی که سر میز غذا نشسته‌اند، سرو شود.
عادت عمومی بر آن است که کاسه برنج را در دست چپ نگاه داشته و با دست راستتان غذا را توسط چوب‌های غذاخوری بردارید.

## غذاهای برنجی

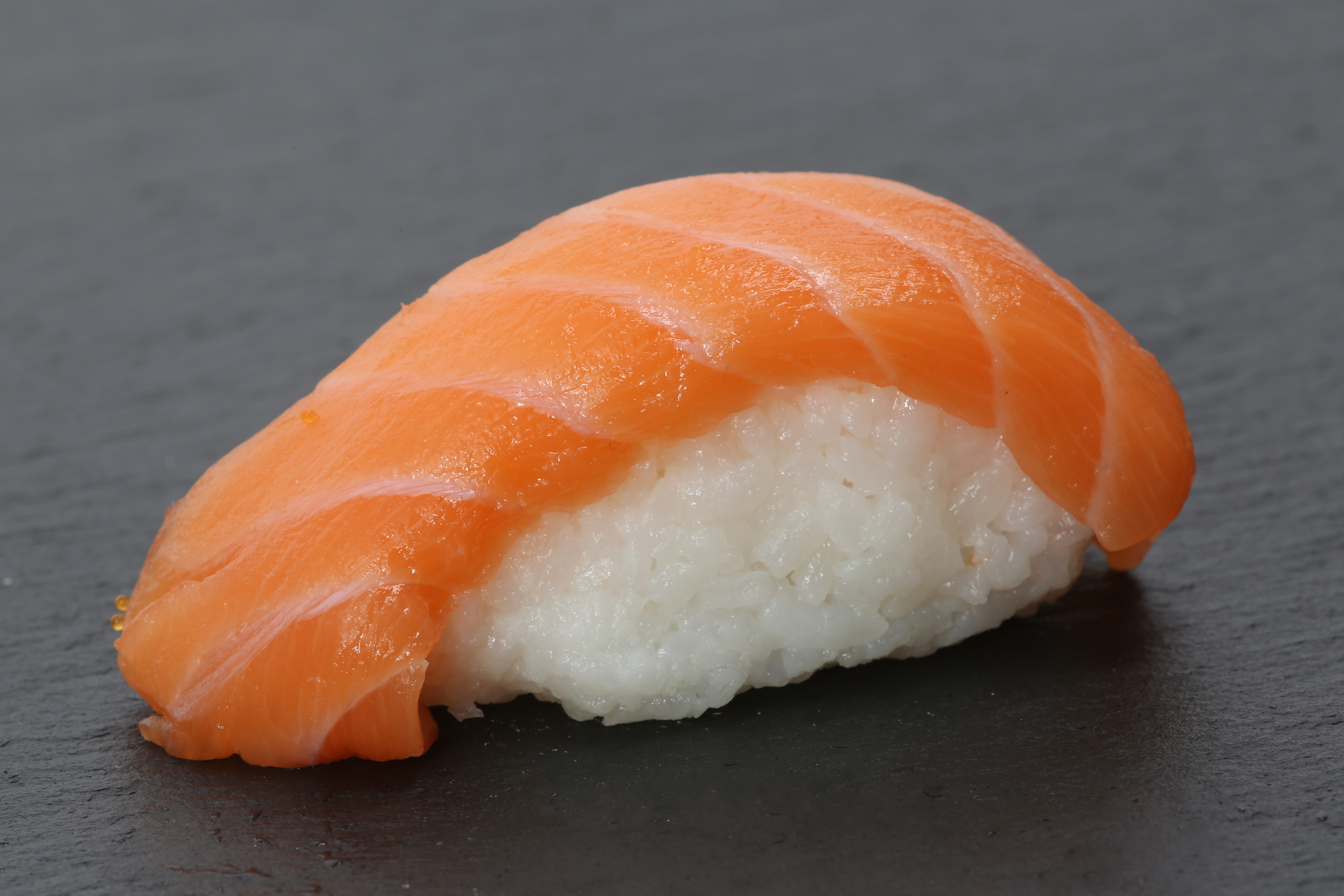
سوشی

یکی از واژه‌های بسیار رایج ژاپنی برای غذا واژهٔ گوهان به معنای برنج پخته شده است. در ژاپن مایهٔ حیات را برنج می‌دانند نه نان. ژاپنی‌ها برنج خویش را در حد درخشش سفید یک مروارید درست می‌کنند. وقت پختن هم آشپز سعی می‌کند تا بخشی از لعاب لزجی برنج را حفظ کند تا اینکه محصول آب‌پز شده قدری چسبیده باقی بماند. به‌طوری‌که حتی یک دانهٔ برنج هم باقی نمی‌ماند که به دانهٔ دیگری نچسبیده باشد. در یک غذای سنتی، برنج کته مانند، جداگانه در یک کاسه سرو می‌شود تا همین‌طور سفیدی و درخشندگی خود را که با مادهٔ غذایی دیگری مخلوط نشده‌است، حفظ کند. حتی وقتی که آن را با غذای دیگری مثلاً نوعی خورش مخلوط می‌کنند، لایهٔ برنج در زیر آن خوراکی دوم قرار می‌گیرد تا اینکه خاصیت سفیدی و تازگی خود را حفظ کند. این مطلب را در دون‌بوری‌های مختلف یا سوشی‌های مختلف مشاهده می‌کنیم. وقتی برنج به همراه گوشت یا سبزیجات سرخ می‌شود، مانند چاهان (غذا) (برنج به همراه گوشت و سبزیجات کمی سرخ می‌شود)، غذای به دست آمده را عموماً خوراکی به سبک آشپزی چینی می‌دانند نه یک غذای سنتی ژاپنی.

## غذاهای دریایی

### جلبک‌های خوراکی

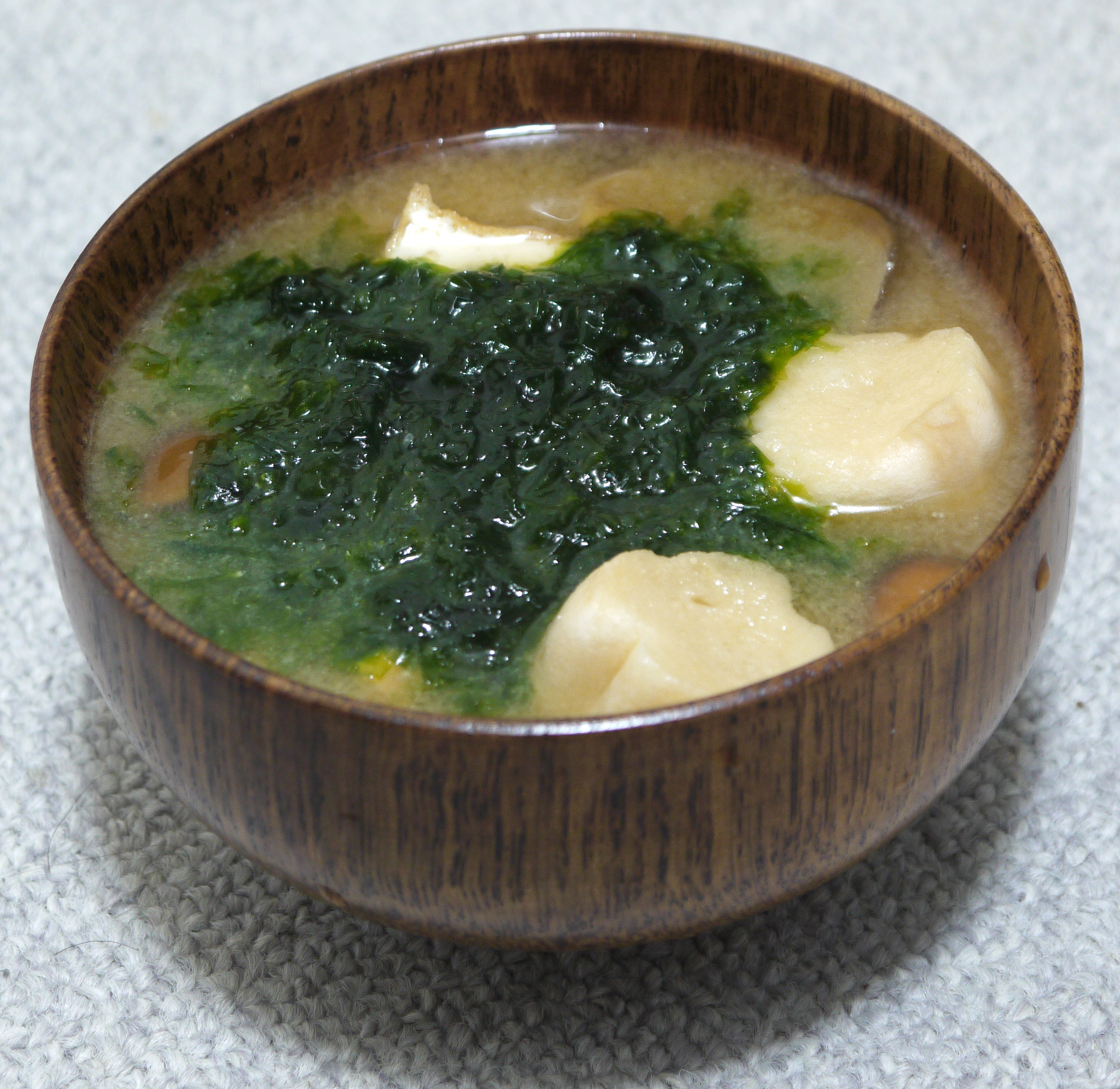
آئونوری در میسوشیرو به رنگ سبز مشخص است.

در دریاهای اطراف ژاپن در حدود ۱۲۰۰ نوع جلبک دریایی یافت می‌شود. جلبک‌های کونبو، واکامه و نُوری معروفترین جلبک‌های خوراکی در ژاپن هستند. امروزه بخاطر کالری کم و غنی بودن از نظر مواد معدنی و ویتامین به عنوان مواد غذایی مناسب رژیم غذایی، محبوبیت روزافزونی بین مردم پیدا کرده‌اند. نُوری بیشتر خشک است و شکل ظاهری آن به کاغذ شباهت دارد. در گذشته، در اروپا و ایالات متحده به عنوان کاغذ سیاه نامیده می‌شد. اما امروزه بخاطر مواد مغذی موجود در جلبک دریایی و رونق مواد غذایی ژاپن در بسیاری از کشورها خورده می‌شود. در میان این کشورها می‌توان به دو کشور بریتانیا و آمریکا اشاره کرد:
در حوالی ولز در بریتانیا جلبک دریایی از ساحل بومی این منطقه به‌دست آمده و بعد از پخته شدن در سوپ، یا همراه با غذاهای گوشتی مصرف می‌شود. سال‌های اخیر شکل کنسرو شدهٔ آن نیز به بازار آمده‌است.
در ایالات متحده به غیر از انواع رول نوری در دستور غذاهایی مانند پاستا و غذاهای گوشتی نیز مورد استفاده قرار می‌گیرند.

## رسوم ژاپنی
خانواده‌های ژاپنی رسم دارند که در روزهای نخستین سال نو غذای سنتی با نام «اوسه‌چی ریوری» بخورند.